# Акт про цифрову справедливість
Акт про цифрову́ справедли́вість (АЦС; англ. Digital Fairness Act, DFA) — пропонований нормативно-правовий акт Європейського Союзу від Європейської комісії, за яку відповідає Майкл МакҐрат у ІІ комісії фон дер Ляєн. Акт стосуватиметься темних патернів та маркетингу впливу.

## Передумови
У жовтні 2024 року Європейська комісія провела «Перевірку відповідності цифрової справедливості», під час якої перевірила ефективність існуючих законів про захист прав споживачів. Було виявлено, що поточна законодавча база для цифрового світу недостатня. Споживачі втрачають приблизно 7,9 мільярдів євро на рік через шкідливу практику в Інтернеті.

## Мета
Акт про цифрову чесність спрямований на регулювання неетичних технологій і комерційної практики в Інтернеті, зокрема:
- Темні патерни[en] та маніпулятивний дизайн інтерфейсу користувача
- Захоплюючий дизайн цифрових продуктів
- Проблемні практики впливових осіб у соціальних мережах
- Персоналізована реклама, яка використовує слабкі сторони користувачів
- Труднощі з керуванням цифровими підписками[6]

## Застосування
Проєктом акту передбачається зосередити увагу на таких сферах:
- Справедливість за задумом і за замовчуванням для вебсайтів і програм.
- Заборона маніпулятивного дизайну.
- Чіткий дизайн і характеристики прозорості.
- Стандартизовані, прості для розуміння положення та умови.
- Право на людський контакт.[7]

Акт про цифрову справедливість доповнить існуюче цифрове законодавство ЄС, яке вже включає Акт про цифрові послуги, Закон про цифрові ринки та інші нормативні акти.

## Хронологія
- 13 листопада 2020 року: Комісія заявляє у своїй новій програмі захисту прав споживачів, що «споживачі в Інтернеті повинні мати вигоду від рівня захисту, порівнянного з рівнем захисту офлайн».[8]
- 22 лютого 2021 року: Рада ЄС ухвалює висновки щодо нового споживчого порядку денного.[9]
- 12 грудня 2023 року: Європейський парламент ухвалив резолюцію про онлайн-послуги, що викликають залежність, і захист споживачів на внутрішньому ринку ЄС.[10][11]
- 3 жовтня 2024 року: Комісія публікує остаточний звіт про перевірку цифрової справедливости.[1][12] [13]
- 5 листопада 2024 року: депутати Європарламенту опитують кандидата на посаду комісара Майкла МакҐрата щодо його плану щодо Акту про цифрову справедливість.[14][15][16][17]